# Rosyth Castle

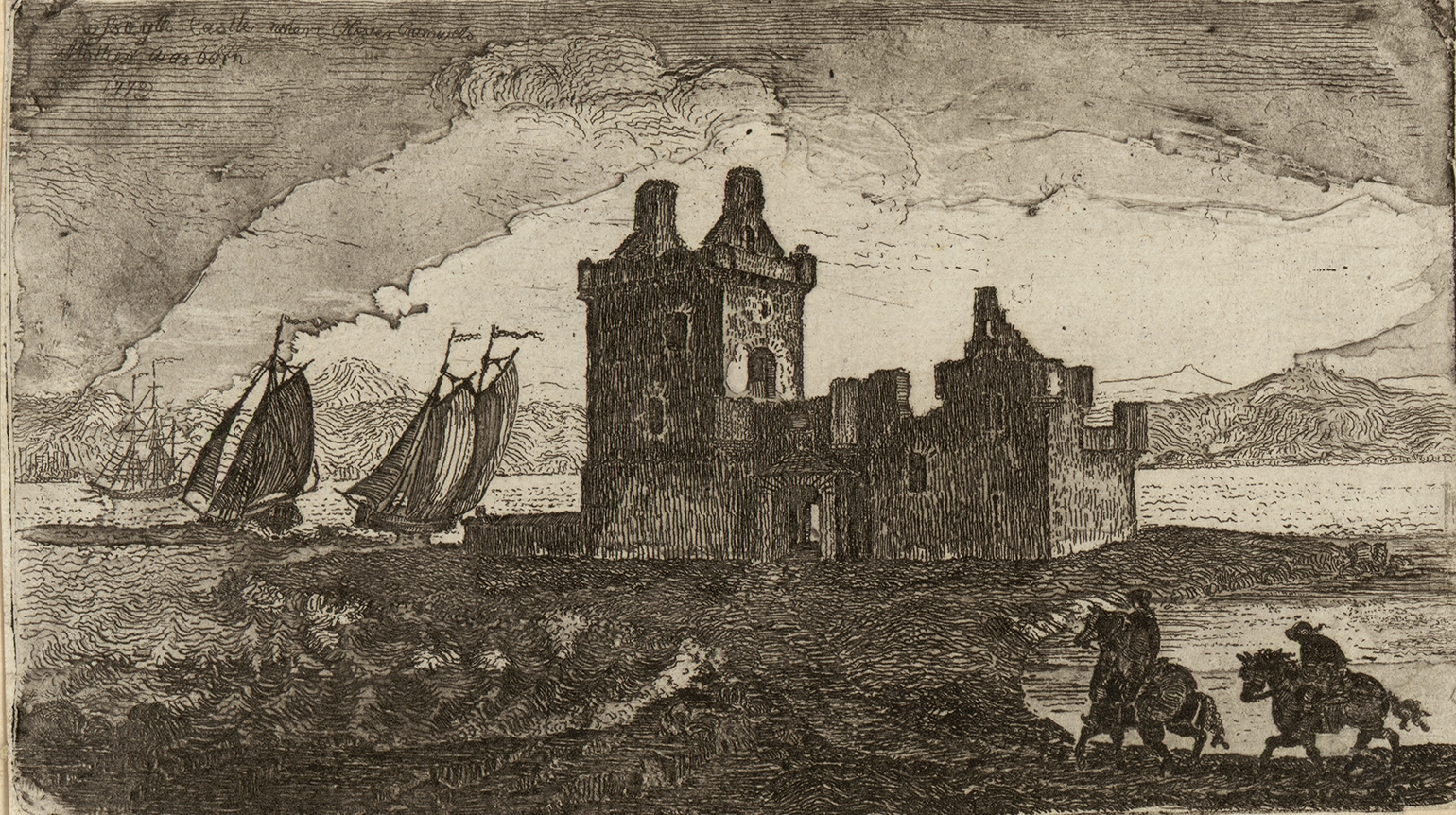
Gravierung von Rosyth Castle aus dem 18. Jahrhundert

Rosyth Castle ist die Ruine eines Wohnturms aus dem 15. Jahrhundert in der Nähe der Marinewerft Rosyth in der schottischen Council Area Fife.

## Geschichte
Ursprünglich stand die Burg auf einer kleinen Insel im Firth of Forth, die nur bei Ebbe zu erreichen war. Sie stammt von ungefähr 1450, als sie als sichere Wohnstatt für Sir David Stewart errichtet wurde, dem 1428 das Baronat Rosyth zugesprochen wurde.
Das ursprüngliche, 17,4 Meter hohe Tower House wurde im 16. und Anfang des 17. Jahrhunderts vergrößert und erweitert.
1572 wurde es von Männern vom Blackness Castle am Südufer des Firth of Forth angegriffen, und 1651 wurde es von Oliver Cromwells Armee nach der Schlacht von Inverkeithing eingenommen.
Rosyth Castle blieb Residenz der Stewarts, bis es Ende des 17. Jahrhunderts an David Drummond aus Invermay verkauft wurde. Schließlich landete es in Besitz des Earl of Hopetoun und blieb ab dem 18. Jahrhundert unbewohnt. In dieser und in späterer Zeit wurden große Teile des Mauerwerks für andere Gebäude wiederverwendet. Die späteren Nebengebäude im Hof wurden fast bis auf die Grundmauern abgetragen, sodass heute nur noch die Ruinen das Tower House und der nördlichen Burghofmauer oberirdisch sichtbar sind.
1903 wurde die Burgruine Eigentum der Admiralität. Durch Landgewinnung verlor sie ihre Lage am Strand und liegt heute inmitten der Werft. Es gab zwar Pläne, das Gebäude zu restaurieren und erneut zu nutzen, aber diese wurden wieder verworfen und die Ruine in ihrem heutigen Zustand gesichert. Rosyth Castle kam in private Hände, als große Teile der umgebenden Werft verkauft wurden.
Etwa 800 Meter nördlich der Burgruine gibt es ein gut erhaltenes Taubenhaus aus dem 16. Jahrhundert mit Staffelgiebeln und behauenen Köpfen an zwei Ecken. Innen hat es eine Tonnengewölbedecke.
Beide Gebäude hatte Historic Scotland als historische Bauwerke der Kategorie A gelistet, aber dieser Status wurde jedoch 2016 aufgehoben. Beide sind jedoch weiterhin als Scheduled Monument geschützt.